# کامران‌آباد
کامران‌آباد یک روستا در ایران است که در دهستان قهاب رستاق واقع شده‌است.